# جرالد لوگن
جرالد لوگن (انگلیسی: Gerald Logan; ۲۹ دسامبر ۱۸۷۹ – ۲۹ آوریل ۱۹۵۱) بازیکن هاکی روی چمن اهل بریتانیا بود.